# Кажимеж Броджински
Кажѝмеж Броджѝнски (на полски: Kazimierz Brodziński) е полски поет, историк, литературен критик и преводач.

## Биография
Роден е 8 март 1791 година в село Крульовка, Малополско войводство, в шляхтишкото семейство на Франчишка (с родова фамилия Раджиковска) и Яцек Броджински. През 1812 година участва в похода на Наполеон в Русия, на следващата година е ранен в битката при Лайпциг.

## Творчество
- O klasyczności i romantyczności tudzież o duchu poezji polskiej (1818 г.)
- Wiesław (1820 г.)
- O idylli pod względem moralnym (1823 г.)
- Mowa o narodowości Polaków (1831 г.)